# Salangana seszelska
Salangana seszelska (Aerodramus elaphrus) – gatunek małego ptaka z rodziny jerzykowatych (Apodidae). Endemit Seszeli.

## Występowanie
Jest endemitem na Seszelach, głównie na wyspach Praslin i Mahé. Preferuje tereny leśne, mokradła oraz obszary skaliste.

## Systematyka
Nie wyróżnia się podgatunków.

## Charakterystyka

### Morfologia
Osiągają około 10–12 cm długości oraz masę około 10–11 gramów. Zwykle są szare na grzbiecie. Ich brzuch jest jaśniejszy. Osiągają rozpiętość skrzydeł do 28 cm. Ich ogon jest lekko rozwidlony. Mają czarny dziób oraz nogi.

### Dieta
Żywią się owadami. Ich główną zdobycz stanowią latające mrówki. Zjadają również pająki. Żerują nad zbiornikami wody słodkiej. Zwykle szukają pożywienia na wysokości od 5 do 20 metrów.

### Rozmnażanie
Gniazdują zwykle w jaskiniach, zakładają gniazda pod sufitem. Ich sezon lęgowy trwa przez cały rok. Składają zwykle jedno jajo. Jajo jest wysiadywane przez około 1 miesiąc. Młode opuszcza gniazdo po 40 dniach od wyklucia. Są monogamiczne.

## Status
W Czerwonej księdze gatunków zagrożonych IUCN salangana seszelska została zaklasyfikowana jako gatunek narażony na wyginięcie. Według danych z lat 1996–1997 ich populacja liczyła od 1700 do 2000 dorosłych osobników (brak nowszych oszacowań). Władze starają się chronić gatunek poprzez monitorowanie jaskiń, w których znajdują się gniazda tych ptaków.